# Versus the World
Versus the World es el cuarto álbum de estudio de larga duración de la banda sueca de death metal Amon Amarth, lanzado el 18 de noviembre de 2002 por Metal Blade Records. También fue lanzado con un disco extra Sorrow Throughout the Nine Worlds EP así como sus dos demos; Thor Arise, The Arrival of the Fimbul Winter (el primero siendo inédito) y una versión alemana de "Victorious March" titulado "Siegreicher Marsch" el cual fue Once Sent from the Golden Hall. La canción "Death in Fire" se convirtió en un video musical. Versus the World fue el primer álbum de Amon Amarth para mostrar un sonido más calmado y heavy, a diferencia de sus anteriores obras más rápidas. Una edición de lujo fue lanzada en 2009, que contó con el álbum remasterizado por Jens Bogren, y un CD adicional con el álbum original tocado en vivo en su totalidad en Bochum, Alemania. 
Cuando se pidió que comentara sobre el álbum, al vocalista Johan Hegg comentó:- 

Este es el álbum más oscuro, pesado y más melancólico que hemos hecho y la atmósfera se puede sentir a través de todo el álbum. Yo diría que es el mejor disco incluso que hemos hecho hasta ahora y que el concepto se puede reconocer en cada canción.

## Recepción
En 2005,  Versus the World  fue clasificado con el número 413 en Hard Rock en el libro The 500 Greatest Rock & Metal Albums of All Time.

## Lista de canciones
| N.º | Título                                   | Duración |  |
| 1.  | «Death in Fire»                          | 4:54     |  |
| 2.  | «For the Stabwounds in Our Backs»        | 4:56     |  |
| 3.  | «Where Silent Gods Stand Guard»          | 5:46     |  |
| 4.  | «Versus the World»                       | 5:22     |  |
| 5.  | «Across the Rainbow Bridge»              | 4:51     |  |
| 6.  | «Down the Slopes of Death»               | 4:09     |  |
| 7.  | «Thousand Years of Oppression»           | 5:42     |  |
| 8.  | «Bloodshed»                              | 5:13     |  |
| 9.  | «...And Soon the World Will Cease to Be» | 6:57     |  |

| Viking Edición Plus | |          |  |
| N.º                 | Título | Duración |  |
| 1.                  | «Siegreicher Marsch» (Versión alemana de "Victorious March") (Grabada durante la sesión de Versus the World) | 7:54     |  |
| 2.                  | «Sorrow Throughout the Nine Worlds» (Remasterizado)                                                          | 3:53     |  |
| 3.                  | «The Arrival of the Fimbul Winter» (Segundo demo)                                                            | 4:26     |  |
| 4.                  | «Burning Creation»                                                                                           | 4:59     |  |
| 5.                  | «The Mighty Doors of the Speargod's Hall»                                                                    | 5:43     |  |
| 6.                  | «Under the Greyclouded Winter Sky»                                                                           | 5:36     |  |
| 7.                  | «Burning Creation» (Demo)                                                                                    | 4:49     |  |
| 8.                  | «Arrival of the Fimbul Winter» (Demo)                                                                        | 4:38     |  |
| 9.                  | «Without Fear» (Demo)                                                                                        | 4:42     |  |
| 10.                 | «Risen from the Sea»                                                                                         | 5:43     |  |
| 11.                 | «Atrocious Humanity»                                                                                         | 5:54     |  |
| 12.                 | «Army of Darkness»                                                                                           | 5:27     |  |
| 13.                 | «Thor Arise» (Primer demo)                                                                                   | 6:31     |  |
| 14.                 | «Sabbath Bloody Sabbath» (Black Sabbath cover)                                                               | 4:22     |  |

## Fechas de lanzamiento
| Región        | Fecha              |
| ------------- | ------------------ |
| Europa        | 18 de Nov del 2002 |
| Norte América | Enero del 2003     |

## Miembros
- Fredrik Andersson - batería
- Olavi Mikkonen - guitarra
- Johan Hegg - vocalista
- Johan Söderberg - guitarra rítmica
- Ted Lundström - bajo

### Otros
- Ingeniero y mezcla Peter Tägtgren.
- Remasterización Henrik Larsson en septiembre del 2002.
- Portada Tom Thiel y Thomas Everhard